# جبل حراز

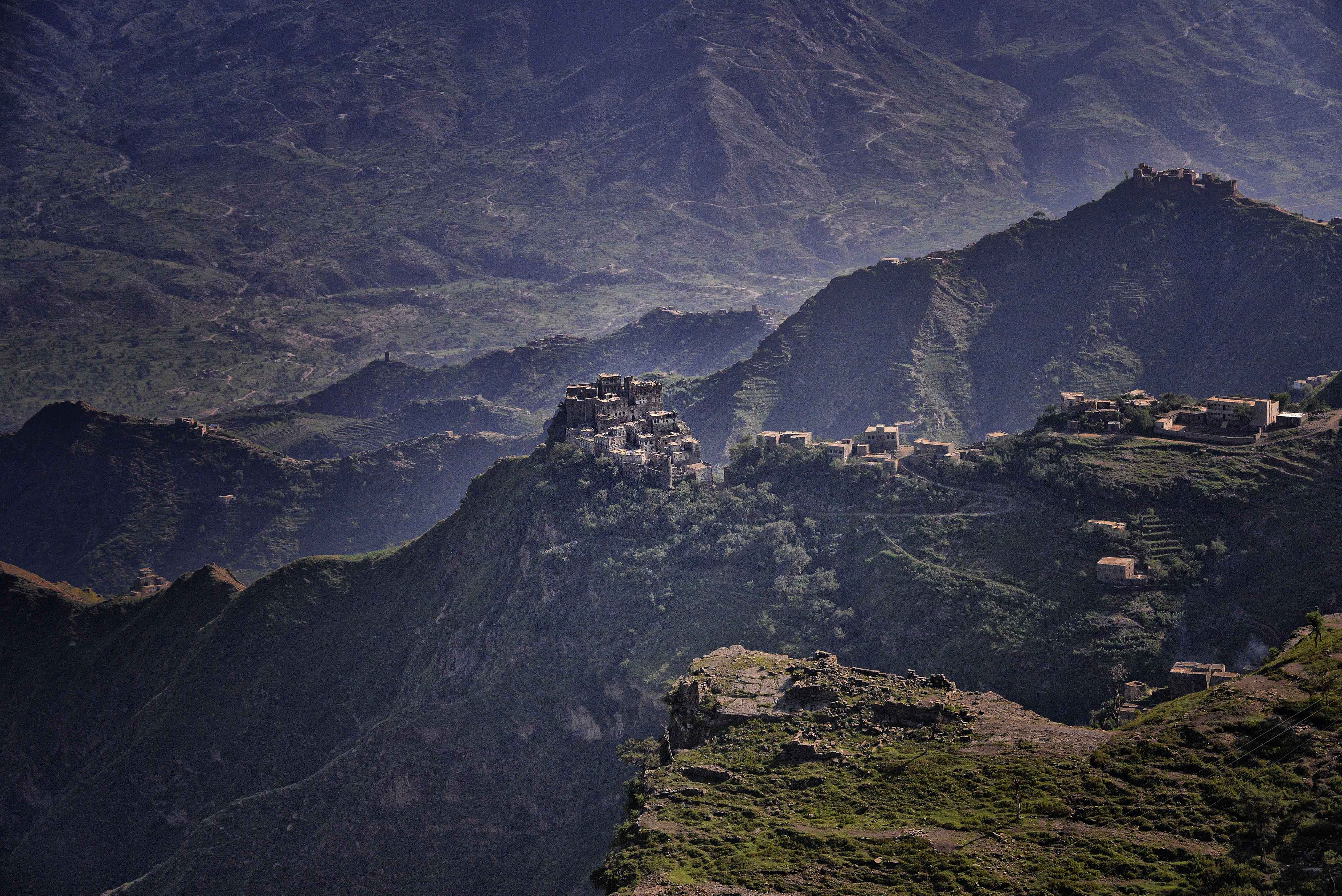

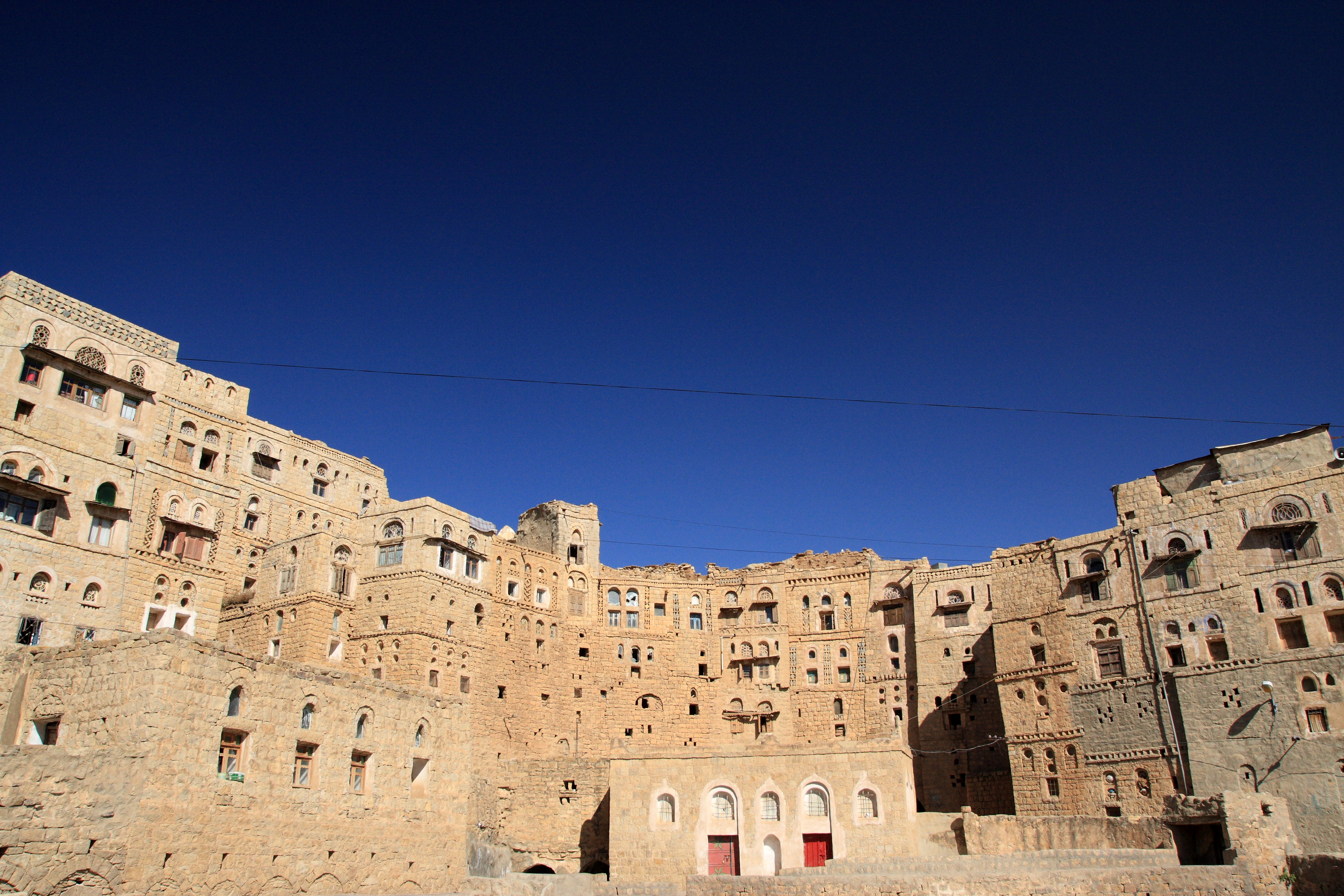
الطراز المعماري المتميز لقرى جبل حراز

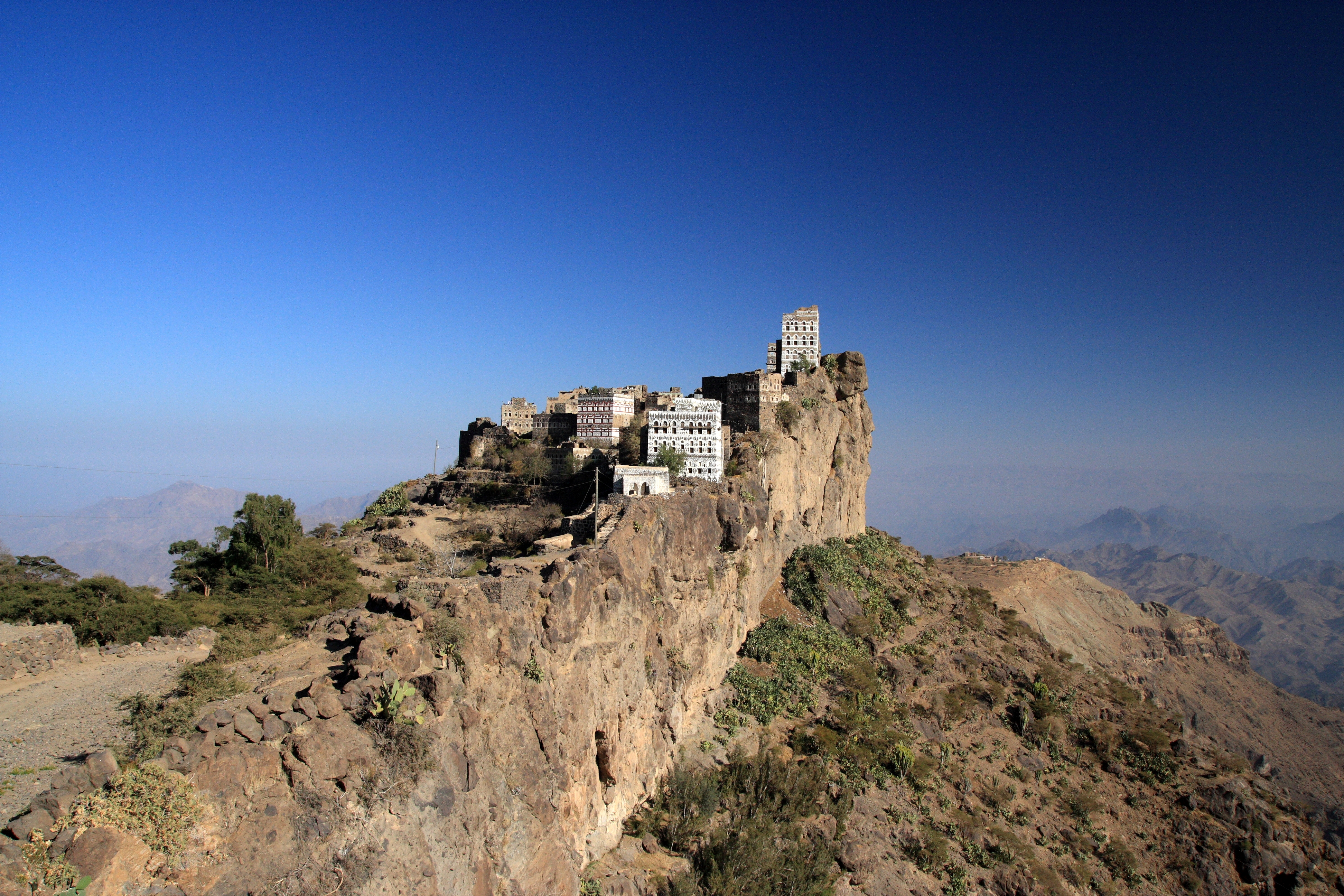
جبل كاهل

جبل حراز من مناطق الجذب في اليمن للسياحية البيئية والثقافية. تقع بين صنعاء والحديدة وتقابلها مديرية الحجيلة من الجهة الغربية.

## التاريخ
كانت معقل سلالة الصليحيين التي تبقى آثارها قائمة إلى اليوم.

## معرض صور

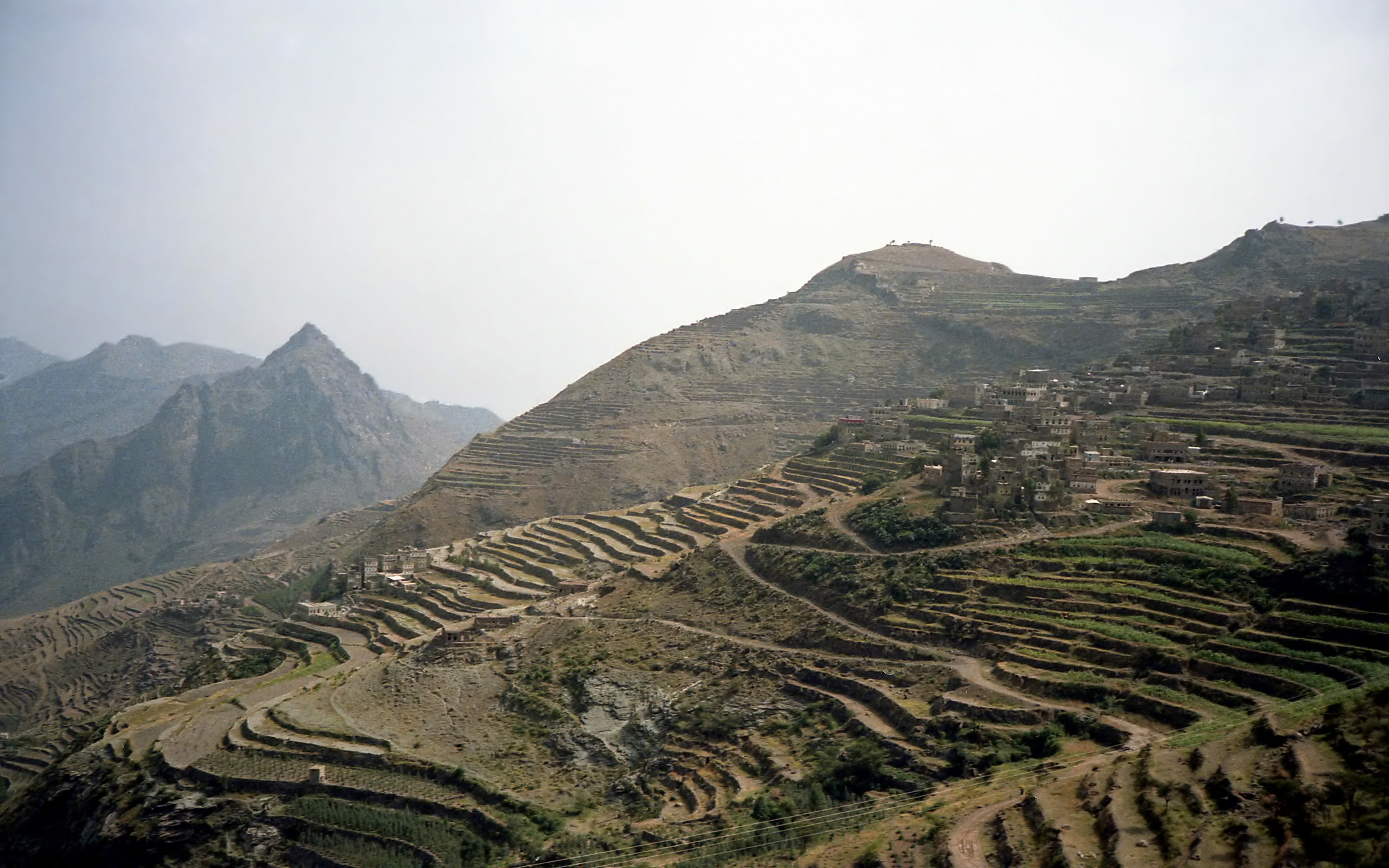
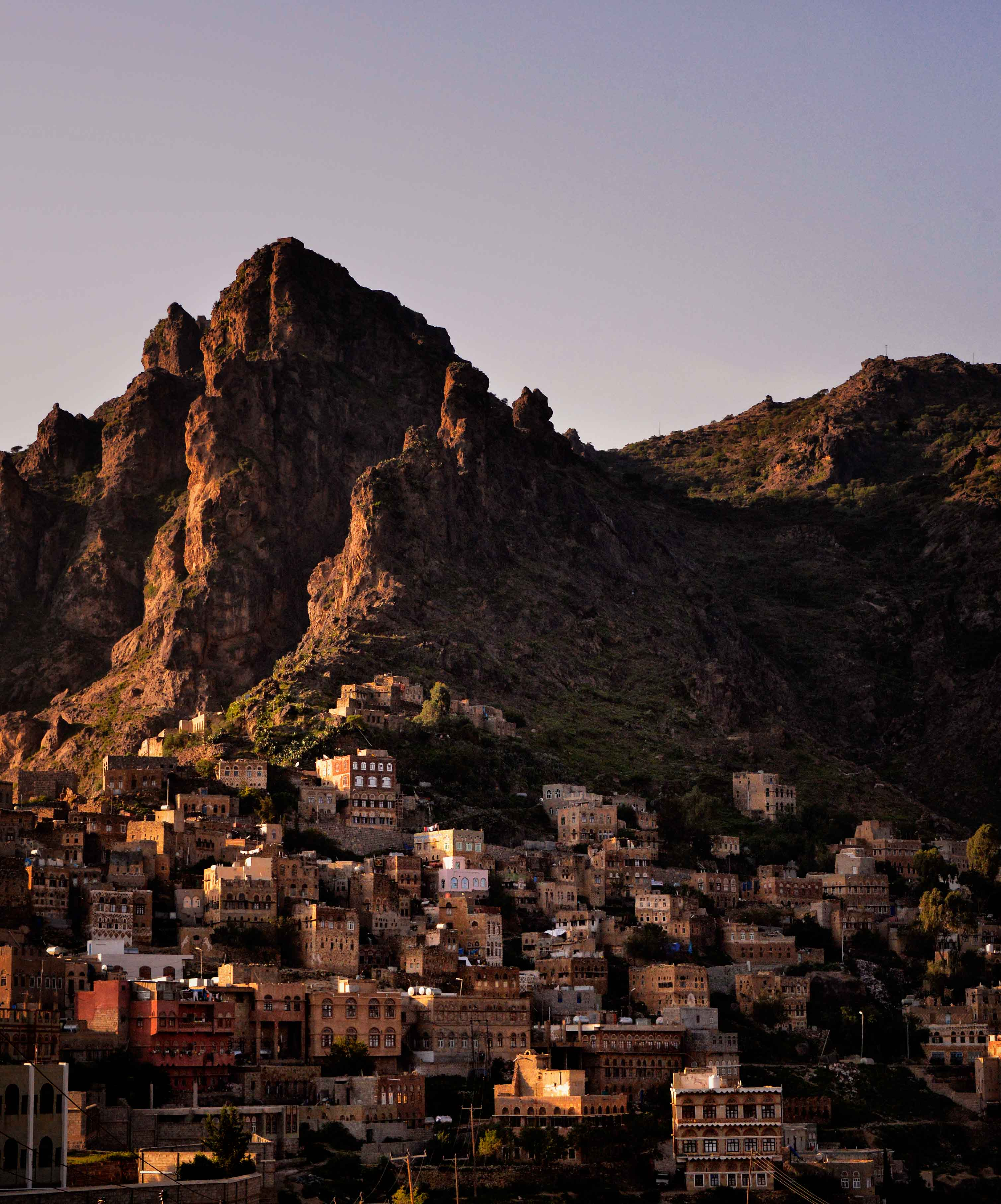
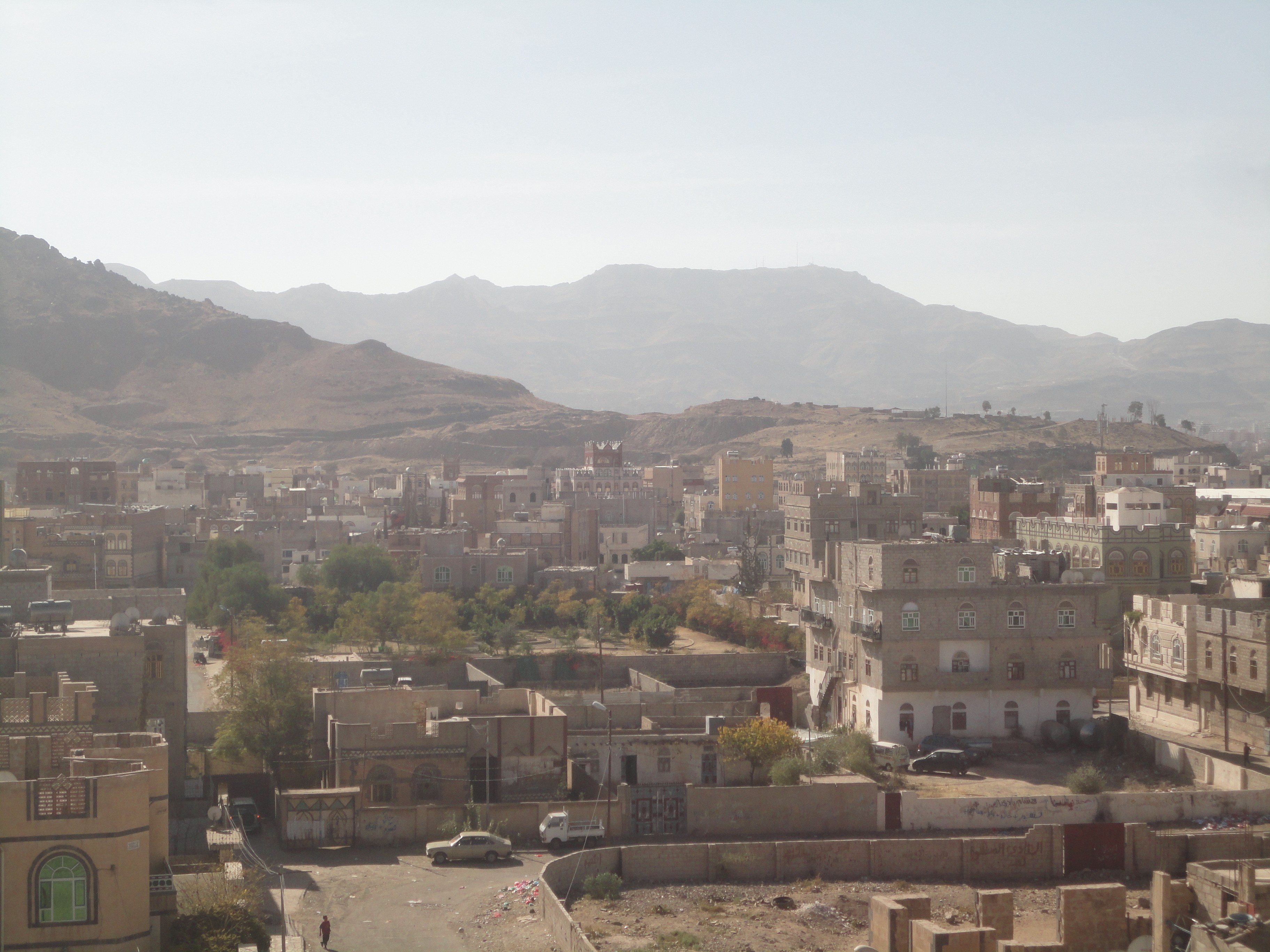
منتزة القادسية. لاحظ أن جبل النبي شعيب، أعلى جبل في اليمن وشبه الجزيرة العربية، خلف الجبل في الخلفية، يكن باتجاه غرب من جنوب صنعاء.
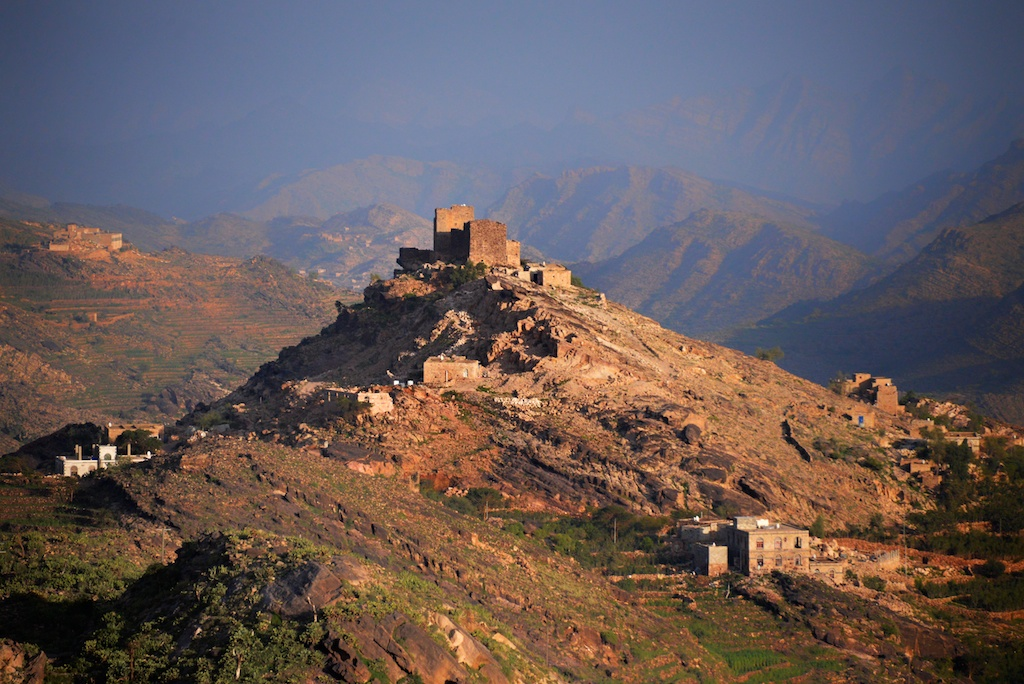
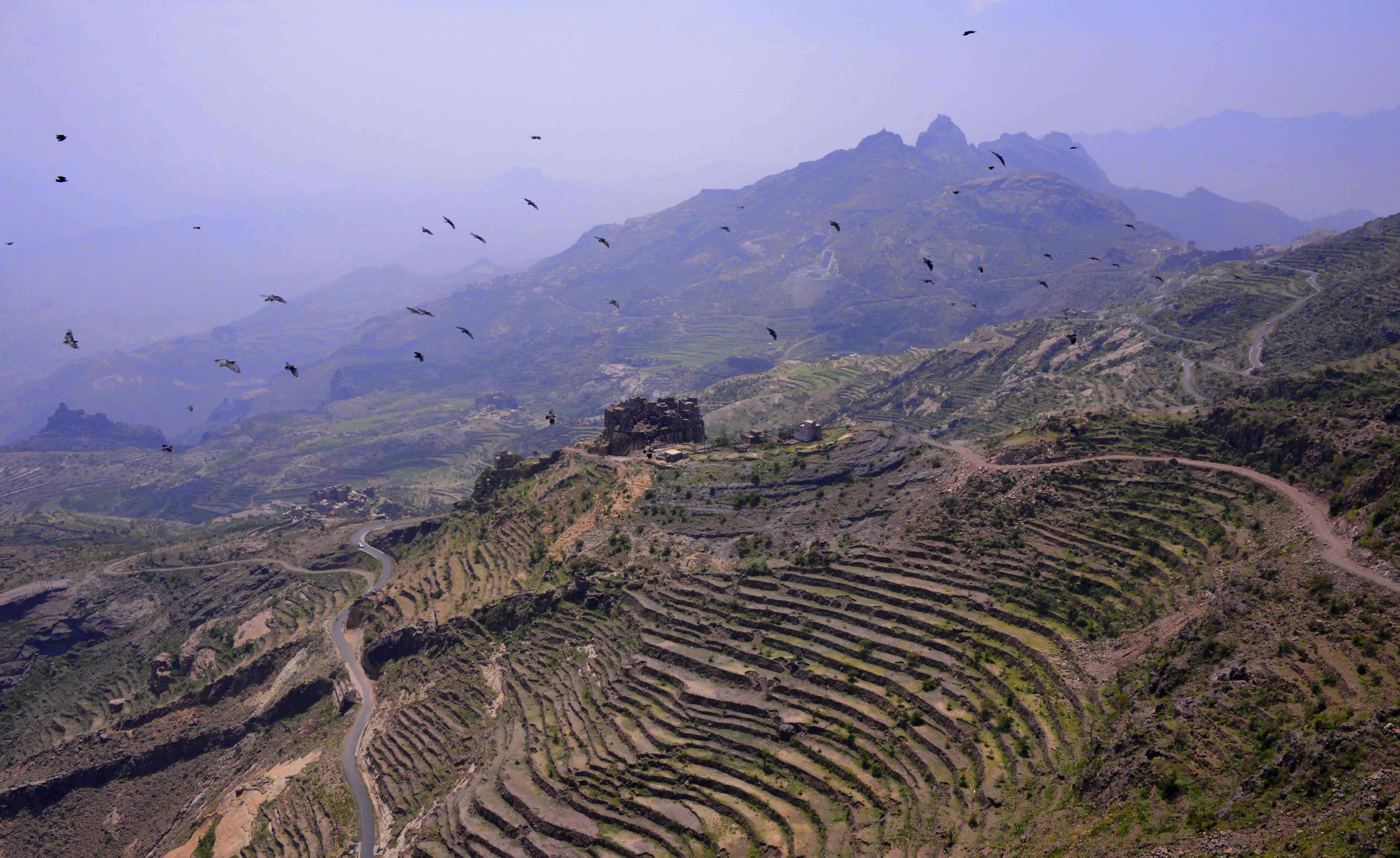